# Richard Vogt
Richard Vogt (Schwäbisch Gmünd, 19 dicembre 1894 – Santa Barbara, gennaio 1979) è stato un ingegnere aeronautico tedesco.
Artefice di numerosi velivoli quale capo ufficio progetti della Blohm und Voss GmbH a lui si deve la realizzazione dei più interessanti ed anticonformisti velivoli in forza alla Luftwaffe durante il periodo della seconda guerra mondiale, come il ricognitore asimmetrico Blohm & Voss BV 141 ed l'imponente idrovolante esamotore BV 238.

## Biografia
Richard Vogt, settimo figlio di una famiglia numerosa di dodici fratelli, nasce a Schwäbisch Gmünd, una cittadina situata nell'allora regno di Württemberg e membro dell'impero tedesco. Nel regno vigeva una politica di istruzione pubblica che imponeva l'alfabetismo universale dai dieci anni, età con la quale il giovane Richard cominciò a frequentare la scuola a Cannstatt, distretto di Stoccarda. In quell'ambito ebbe l'opportunità di conoscere Ernst Heinkel alle prese con le sue prime realizzazioni aeronautiche, cosa che lo entusiasmò al punto di provare ad emularlo qualche anno più tardi, tramite la collaborazione di un amico. Nel 1912, all'età di 18 anni, Vogt realizzò infatti il suo primo velivolo con il quale effettuò prove di volo, con il consenso delle autorità, - con scarsi successi - nella brughiera tra Mutlangen e la natia Schwäbisch Gmünd.
Dopo la maturità lavorò per un anno in una azienda di produzione di motori a Ludwigshafen.
Con lo scoppio della prima guerra mondiale viene arruolato nelle file dell'esercito imperiale tedesco, ma a seguito di una ferita rientrò in patria dove riuscì a conseguire il brevetto di pilota ad Halberstadt.
Dopo il licenziamento, nell'agosto 1916 ebbe modo di lavorare su progetti di Zeppelin a Friedrichshafen alle dipendenze di Claude Dornier che lo avviò alla carriera di progettista. Al termine della prima guerra mondiale, completò in due anni gli studi al politecnico di Stoccarda e fu fino al 1922 assistente del professor Baumann presso l'istituto di scienze aeronautiche. In quella sede annunciò il suo primo brevetto, completando il periodo di dottorato.
In rappresentanza di Dornier fu inviato brevemente in Italia e poi dal 1923 al 1933 presso la Kawasaki Jūkōgyō KK a Kōbe in Giappone, al tempo costruttore su licenza degli aeroplani Dornier-Werke GmbH. In Giappone rivestì l'incarico di capo progettista e disegnò diversi modelli, tra cui il biplano da ricognizione KDA-2 (1927, 707 esemplari costruiti), il caccia monoplano monoposto KDA-3 (1928, 3 esemplari costruiti) ed il caccia biplano KDA-5/Type 29 (1932, con Takeo Doi, 380 esemplari costruiti). Il suo successore Takeo Doi si formò alla sua scuola e disegnò più tardi il Ki-61 Hien.
Sempre nel 1933 la Blohm und Voss GmbH lo contattò per offrirgli l'incarico di responsabile dell'ufficio progetti di un settore, quello aeronautico, che da qualche anno aveva affiancato alla produzione navale, dandogli nel contempo l'opportunità di tornare in patria.
Il suo secondo lavoro fu il bombardiere in picchiata Ha 137 nel cui progetto introdusse un'innovazione che aveva ideato prima della sua partenza dal Giappone. Nella struttura alare, oltre ai normali longheroni, utilizzò come elemento portante un'unica struttura cava in acciaio cromato, normalmente di forma tubolare, a sezione quadrata o rettangolare. La cavità veniva quindi utilizzata come serbatoio di combustibile, in una tipica configurazione che contraddistinse la produzione Blohm & Voss. Anche i successivi BV 138, Ha 139, Ha 140, BV 141 e gli idrovolanti BV 222 e BV 238 vennero progettati sotto la sua guida. Il progetto P 200, un idrovolante spinto da otto motori e dall'autonomia di 8 000 km, non poté essere realizzato. Il progetto per il caccia BV 155 venne completato fra la fine del 1944 e i primi mesi del 1945, quando poté effettuare il primo volo. Diversi velivoli dotati di propulsione a getto rimasero solamente a livello progettuale.
Alla fine della seconda guerra mondiale venne inizialmente preso in custodia ed interrogato dagli inglesi, ma rapidamente, nell'ambito dell'Operazione Paperclip, furono gli Stati Uniti d'America a chiederne l'estradizione. Fu così che Vogt si trovò a lavorare come civile nei laboratori di sviluppo della United States Air Force di Dayton (Ohio) dal 1947 al 1954. Subito dopo divenne capo progettista presso la Aerophysics Development Corporation fino al suo scioglimento nel 1960.
A partire dall'agosto 1960 e fino allo stesso mese del 1966 fu collaboratore di George Schairer presso i laboratori di sviluppo e test della Boeing. Lì si occupò, fra le altre cose, di decollo verticale, di aliscafi ed il suo ultimo compito fu il calcolo della compensazione del Boeing 747.
Dopo il pensionamento lavorò fra l'altro all'invenzione di una barca a vela che non si potesse ribaltare e scrisse le proprie memorie.
Nel 1977 un incendio distrusse la sua abitazione in cui era conservata la maggior parte dei suoi documenti personali e tecnici.
Nel 1979 morì d'infarto lasciando la moglie e due figli.